# Ordinary World
«Ordinary World» —en español: «Mundo Ordinario»—, es el vigésimo séptimo sencillo de la banda británica de new wave Duran Duran, y el primer sencillo de su séptimo álbum de estudio autotitulado de 1993, también conocido como The Wedding Album. La canción llegó al número 3 en las listas estadounidenses y alcanzó la sexta ubicación en las listas británicas.

## Antecedentes
En los años '90, la popularidad de Duran Duran se había desvanecido. Su álbum Liberty había demostrado ser un fracaso comercial, sus dos singles no alcanzaron conseguir una posición significativa en las listas británicas o estadounidenses.
No fue hasta que se había filtrado la canción en una estación de radio de la Florida en el otoño de 1992, cuando se podía ver que Duran Duran podría volver de nuevo al ruedo. El sencillo obtuvo tal popularidad que Capitol se vio obligado a adelantar la fecha de lanzamiento en los Estados Unidos en diciembre de 1992. En el Reino Unido, la fecha original de lanzamiento fue programada para enero de 1993.
Simon Le Bon interpretó la canción junto a Pavarotti en un concierto de caridad para la organización WarChild, que fue lanzado en formato video titulado Pavarotti & Friends: Together for the Children of Bosnia. Le Bon dijo después del evento, "Si estamos hablando en ponerle un nombre a este proyecto, un buen nombre sería, Pav-The Man-". Archivado el 12 de enero de 2014 en Wayback Machine.
La canción ganó un Premio Ivor Novello en mayo de 1994 y más tarde apareció en la banda sonora de la película Layer Cake en 2005.
Las letras de "Ordinary World" fueron compuestas por Simon Le Bon como el segundo de una trilogía de canciones en honor a su difunto amigo David Miles, los otros son "Do You Believe In Shame" (1988) y "Out of My Mind "(1997).

## Video musical
El video musical fue filmado por el director Nick Egan en los jardines de Huntington en San Marino, California.

## Lista de canciones
– Sencillo en 7" (Parlophone / DD 16)
1. «Ordinary World» (versión sencillo) – 4:43
2. «My Antarctica» – 5:00

 – MC Capitol / 7 44908 4
1. «Ordinary World» – 5:39
2. «Ordinary World» (versión acústica) – 5:05
3. «Save a Prayer» (Live from the Arena) – 6:11

- También lanzado en Canadá (Capitol / C4-44908)

 – CD (Parlophone / CD DDS 16)
1. «Ordinary World» – 5:49
2. «Save a Prayer» – 5:25
3. «Skin Trade» – 4:25
4. «My Antarctica» – 5:00

- This CD comes in a 2-CD case that also houses CD DDP 16.

 – CD (Parlophone / CD DDP 16)
1. «Ordinary World» (versión sencillo) – 4:43
2. «The Reflex» – 4:25
3. «Hungry Like the Wolf» – 3:25
4. «Girls on Film» – 3:30

## Posicionamiento en listas y certificaciones
| Listas (1993)                       | Mejor posición |
| ----------------------------------- | -------------- |
| Alemania (German Singles Chart)     | 16             |
| Australia (ARIA)                    | 18             |
| Austria (Ö3 Austria Top 40)         | 15             |
| Bélgica (Flandes) (Ultratop 50)     | 20             |
| Canadá (Canadian Singles Chart)     | 1              |
| Estados Unidos (Billboard Hot 100)  | 3              |
| Estados Unidos (Modern Rock Tracks) | 2              |
| Estados Unidos (Adult Contemporary) | 14             |
| Estados Unidos (Top 40 Mainstream)  | 1              |
| Francia (SNEP)                      | 6              |
| Irlanda (Irish Singles Chart)       | 3              |
| Italia (Italian Singles Chart)      | 2              |
| Noruega (VG-lista)                  | 5              |
| Nueva Zelanda (Recorded Music NZ)   | 3              |
| Países Bajos (Dutch Top 40)         | 14             |
| Reino Unido (UK Singles Chart)      | 6              |
| Suecia (Sverigetopplistan)          | 2              |
| Suiza (Schweizer Hitparade)         | 11             |

| País           | Lista anual (1993) | Posición |
| -------------- | ------------------ | -------- |
| Estados Unidos | Billboard Hot 100  | 34       |

| País           | Organismo certificador | Certificación | Ventas  |
| -------------- | ---------------------- | ------------- | ------- |
| Estados Unidos | RIAA                   | Disco de Oro  | 500.000 |

## Sucesiones
| Predecesor: «I Will Always Love You» de Whitney Houston «A Whole New World» de Peabo Bryson & Regina Belle | Mainstream Top 40 — Sencillo número uno 13 de febrero de 1993 — 26 de febrero de 1993 6 de marzo de 1993 — 9 de abril de 1993 | Sucesor: «A Whole New World» de Peabo Bryson & Regina Belle «Two Princes» de Spin Doctors |

## Versiones
Varios artistas realizaron su versión de Ordinary World:
- Paul Anka (en vivo)
- Circa Survive (en vivo)
- Fenix*TX (The Duran Duran Tribute Album, 1997)
- Something for Kate (Undone: A Tribute to Duran Duran, 1999)
- La banda británica de electrónica Aurora junto a Naimee Coleman incluido en el álbum Dreaming (2002) alcanzó el puesto #5 en el Reino Unido.[19]
- Gregorian (Masters of Chant Chapter III, 2002)
- Kurt Nilsen (I, 2003)
- Nicotine (Discovered, 2004)
- La banda finesa de heavy metal RUST (como sencillo de su álbum Softly, 2004)
- Diane Schuur (Schuur Fire, 2005)
- Juliet Lloyd (All Dressed Up, 2005)
- Mandy Kane (One Perfect Day OST, 2004)
- JAF, Mundo Común, incluido en Aire ,[20] 2006
- Project Fusion (incluido en el compilado Acoustic Break)
- Sara Jean Culler (Sara Jean Culler EP, 2008)
- La banda estadounidense de hard rock Red (Innocence & Instinct, 2009)
- Fernanda Takai (Luz Negra, 2009)
- Jens Kindervater (2009)
- Anjel Emme (Cover Songs for the Sleepless, 2011)
- Cary Brothers ("Covers Volume One EP", 2012)
- Duderstadt (Single, junto a la vocalista Cozi, 2015)
- The Hit House (Para el videojuego The Evil Within 2, 2017)
- Hyde (anti, 2019)